# Feld der Vereinten Nationen

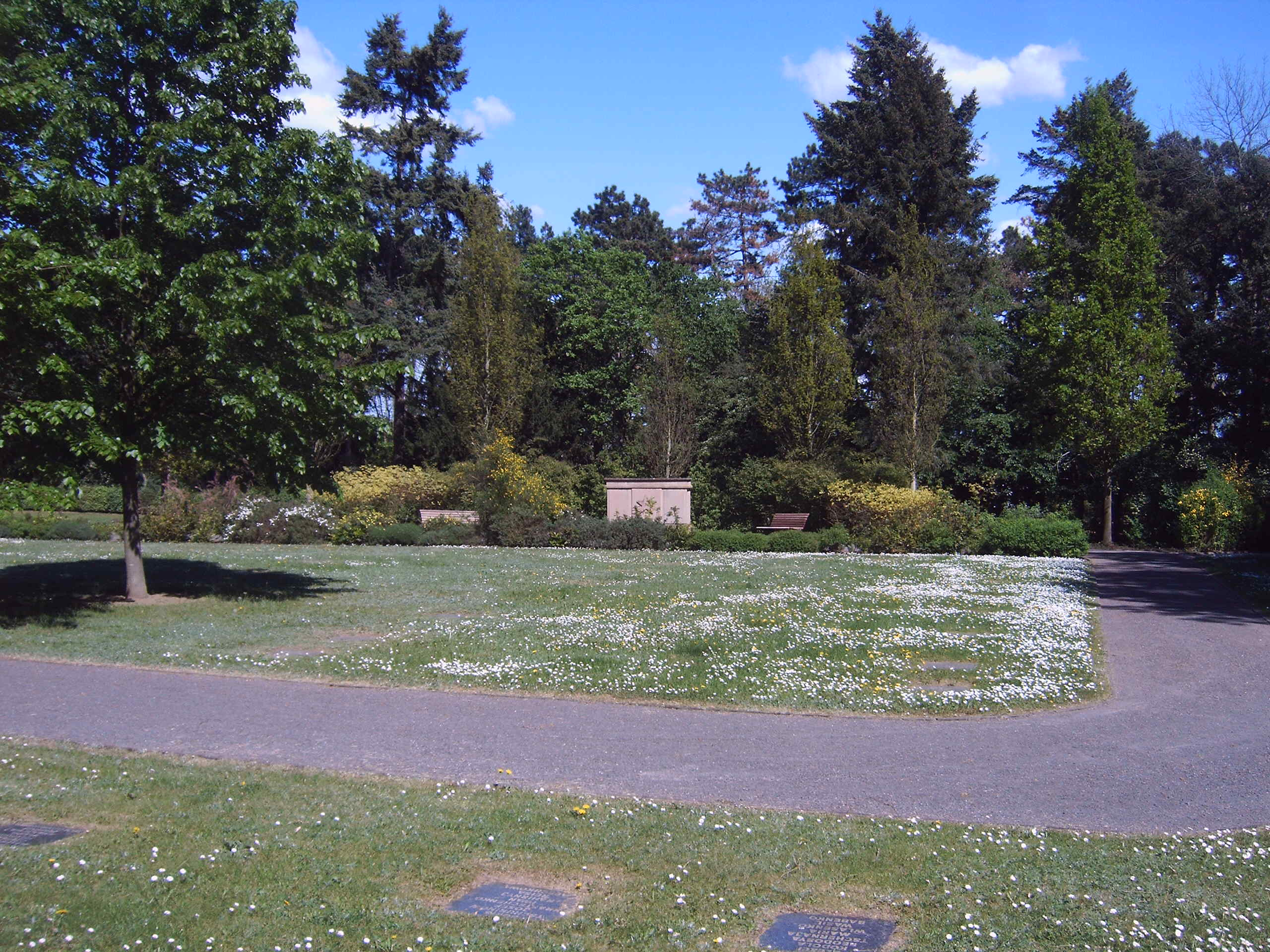
Blick über das Feld der Vereinten Nationen

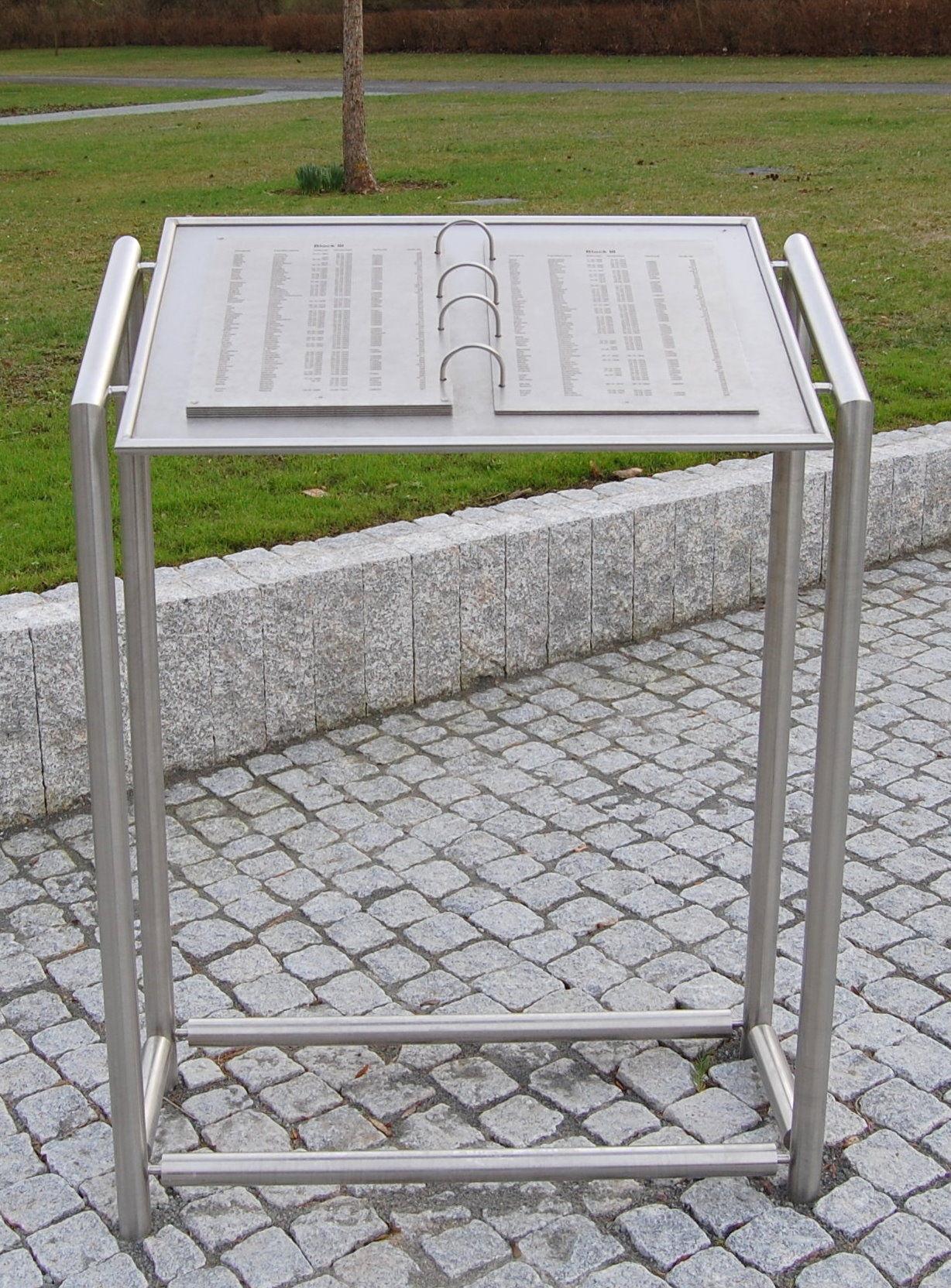
Namenbuch

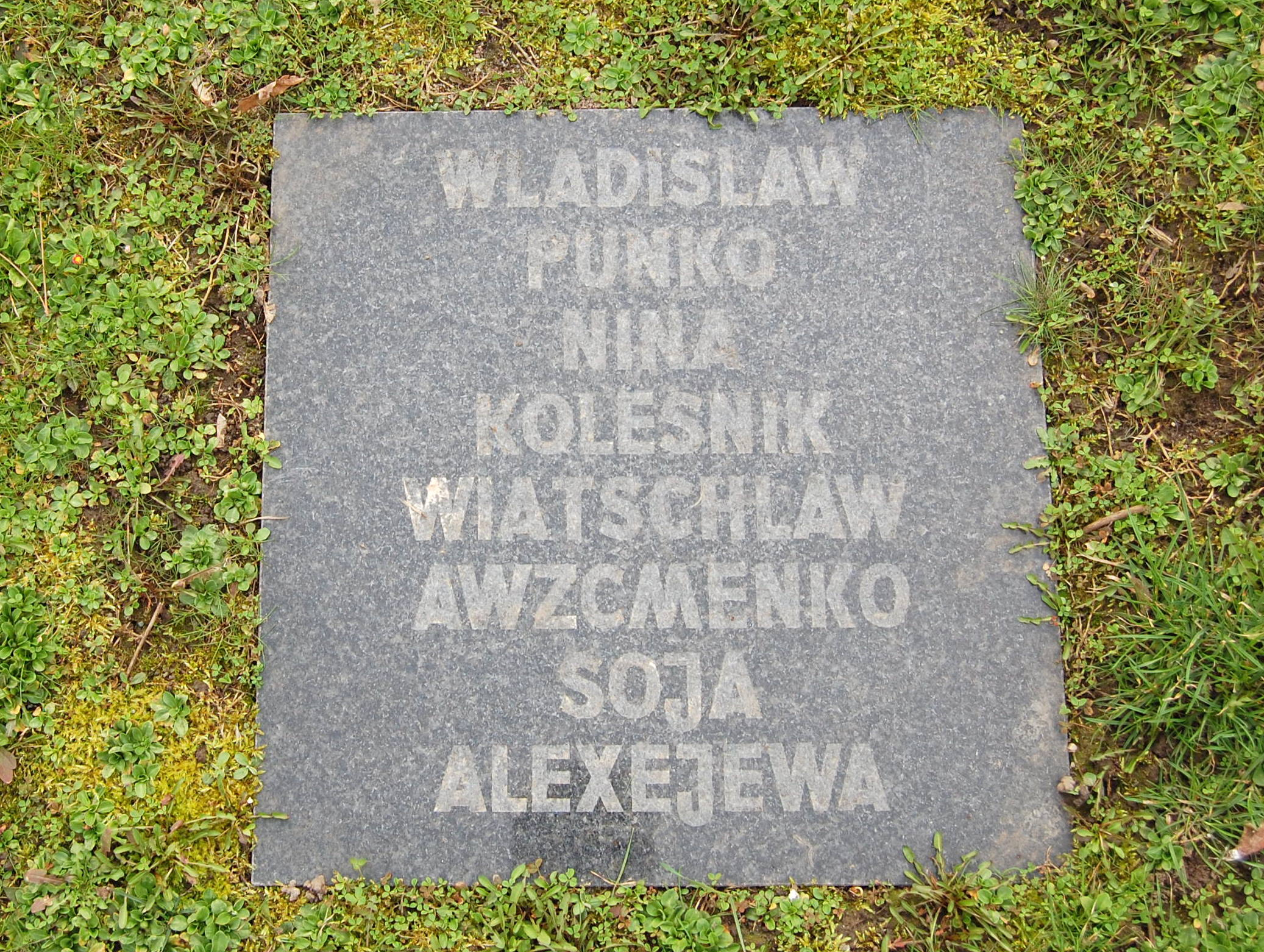
Ein Grabstein

Das Feld der Vereinten Nationen ist eine Grabanlage und Gedenkstätte für Opfer des Nationalsozialismus im Magdeburger Stadtteil Westerhüsen.

## Geschichte
Im Frühsommer 1941 wurde ein 1.500 m2 großes ungenutztes Stück des Friedhofs Westerhüsen vom Friedhof abgetrennt und als Ausländerfriedhof geführt. Von 1941 bis April 1945 wurden auf dem umzäunten Gelände an der Südseite des Friedhofs Westerhüsen in Magdeburg umgekommene Zwangsarbeiter, Kriegsgefangene und KZ-Häftlinge beigesetzt. Die genaue Zahl der Beigesetzten ist unbekannt. Eine Angabe geht von 766 Bestatteten aus 11 Ländern, darunter etwa 60 Kinder aus. Andere Angaben führen 788 Beigesetzte an.
Unmittelbar nördlich des Friedhofs befand sich ab 1942 das Zwangsarbeiterlager Diana. Für die Anlage des Ausländerfriedhofs in diesem Bereich sprach die abgelegene Lage. Darüber hinaus war das Gebiet bereits eingezäunt und durch den vorhandenen alten Baumbestand schlecht einsehbar. Der Maschendrahtzaun um den Ausländerfriedhof war 2 m hoch. Der Ausländerfriedhof hatte einen eigenen Zugang auf der Südseite. Beisetzungen erfolgten in einem Papiersack, wobei die Leichen seitlich liegend bestattet wurden, um Platz zu sparen. Anstelle einer Grabinschrift wurde ein etwa 25 cm aus dem Boden ragendes Holzschild genutzt, auf welchem eine Matrikel- bzw. Häftlingsnummer vermerkt war.
Die erste Beisetzung erfolgte am 4. August 1941. Beerdigt wurde der polnische Leutnant Anton Buday. 1941 folgten 7 weitere Beerdigungen. 1942 stieg die Zahl auf 85 an. 1943 fanden 161, 1944 330 Beisetzungen statt. 1945 waren es nochmals 204 Beerdigung, wobei 57 Beerdigungen erst nach dem 12. April 1945, dem Tag des Einrückens US-amerikanischer Truppen in Westerhüsen, stattfanden. Die letzte Bestattung erfolgte mit der Beerdigung eines Unbekannten am 9. Juni 1945. Für 331 Verstorbene wird als Staatsangehörigkeit Russland angegeben. 138 stammten aus Polen, 81 aus der Ukraine, 15 aus Serbien, 13 aus Tschechien, 4 aus Belgien, 3 aus Lettland, 2 aus China, 2 aus Spanien und jeweils einer aus Frankreich und aus den Niederlanden. Bei vielen Opfern wurden keine Angaben zur Herkunft gemacht.
Im April 1945 wurden auch die in der Umgebung Westerhüsens gefallenen US-amerikanischen Soldaten auf dem Friedhof beigesetzt, später jedoch umgebettet. Es wird von etwa 20 bis 50 US-Soldaten ausgegangen, die insbesondere bei dem Versuch einen Brückenkopf in der Kreuzhorst zu bilden sowie bei den Kämpfen um den Flugplatz Magdeburg gestorben waren. Bis Juni 1945 erfolgte jedoch bereits eine Exhumierung der US-Soldaten, die dann in die US-amerikanische Besatzungszone überführt wurden. Die deutschen Soldaten wurden auf dem benachbarten Ortsfriedhof beigesetzt.

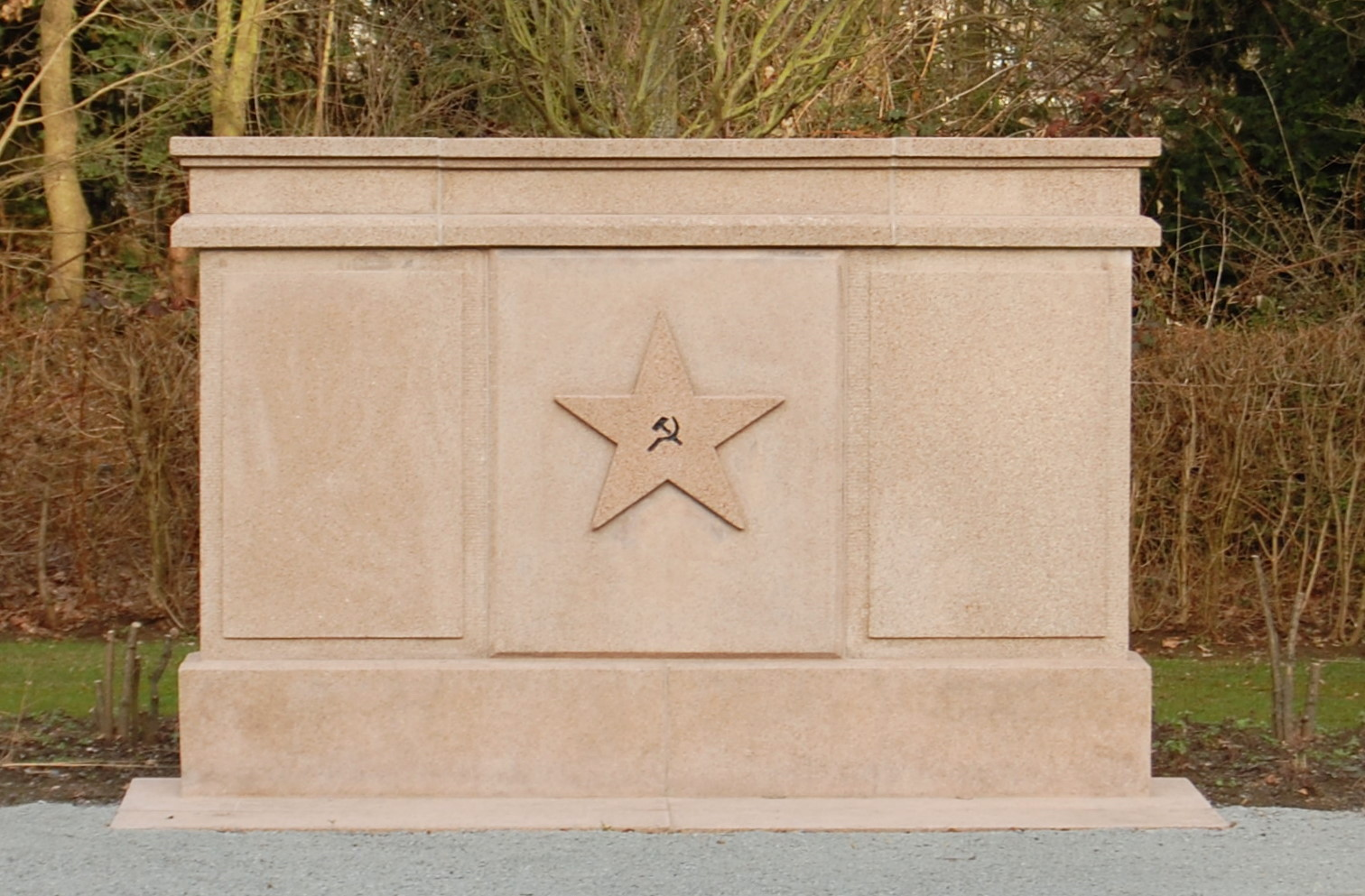
Mahnmal

Nach Ende des Zweiten Weltkrieges wurde das Gelände auf Weisung der sowjetischen Militäradministration bis 1947 neu gestaltet. Wege wurden angelegt, die Gräber erhielten Grabsteine und Grabeinfassungen aus grauem Betonkunststein. Auf den Grabsteinen standen Namen, darüber hinaus war ein Sowjetstern abgebildet. An zentraler Stelle wurde ein Mahnmal mit den Insignien der Sowjetunion, Stern sowie Hammer und Sichel aufgestellt. Der ursprünglich als Einzäunung vorhandene Maschen- und Stacheldraht wurde entfernt. Zwischen 1945 und 1950 fanden diverse Exhumierungen und Überführungen der sterblichen Überreste in die Heimatländer, wie Belgien, Dänemark, Frankreich, Niederlande und Norwegen statt. Da es hierüber keine genauen Aufzeichnungen gibt, ist die exakte Zahl der in Westerhüsen liegenden Opfer nicht bekannt. Auf den heutigen Grabsteinen stehen jeweils vier Namen, wobei die Zahl der in den jeweiligen Gräbern liegenden Toten unbekannt ist.
In der Zeit der DDR wurden die Wege mit einer Kiesschüttung versehen. Auf dem Gelände wurden regelmäßig Pionier-, FDJ- und Sportlerehrungen von der Westerhüser Schule vorgenommen.
Nach 1989 wurde die Anlage unter anderem mit Unterstützung des Volksbundes Deutsche Kriegsgräberfürsorge e. V. saniert und teilweise neu gestaltet. Die alten Grabsteine wurden entfernt, das Gelände planiert, Rasen gesät und dunkle Grabsteine in die Fläche eingelassen. Die Anlage wurde in vier durch Wege getrennte Felder gegliedert. Auf dem Feld 4 sind ausschließlich Kinder beigesetzt. Die Zahl der bestatteten Kinder ist nicht bekannt, es sollen jedoch deutlich mehr Kinder als die auf den Grabsteinen verzeichneten Namen sein. Bis zu 20 Kinder sollen in einzelnen Grabstätten beigesetzt sein. Es war geplant die Neugestaltung bis zum 8. Mai 1995, dem 50. Jahrestag des Kriegsendes abzuschließen. Wegen Finanzierungsproblemen verzögerten sich die Arbeiten jedoch und konnten erst zum 8. Mai 1996 abgeschlossen werden. Insgesamt wurden 215 Grabsteine mit 766 Namen gesetzt, wobei die Schreibweise der Namen von denen in den schriftlichen Unterlagen überlieferten häufig abweicht. Auf einzelnen Grabsteinen wurden auch Angaben wie Kind, Häftling oder unbekannt gemacht. Die auf den ehemaligen Grabsteinen verwendeten Angaben KZ-Häftling und Kriegsgefangener wurden nicht mehr verwandt. Das Gräberfeld erhielt 1995 zu Ehren der im April 1945 gegründeten Vereinten Nationen seinen heutigen Namen.
Im Jahr 2005 wurde, mit Unterstützung des Präsidenten des Landtages von Sachsen-Anhalt, Dieter Steinecke, vor dem Friedhof ein Gedenkstein errichtet. Er trägt die Inschrift: Auf diesem Friedhof ruhen 766 Opfer des II. Weltkrieges aus 11 Nationen. Dazu ist das Zitat vermerkt: Frieden ist nicht alles, aber ohne Frieden ist alles nichts. W. Brandt. Am Volkstrauertag 2009, dem 15. November, wurde durch den Volksbund der Deutschen Kriegsgräberfürsorge direkt am Feld ein aus Edelstahl gefertigtes Totengedenkbuch aufgestellt. In ihm sind die bekannten Daten der einzelnen Opfer verzeichnet. Die Daten gehen auf eine Recherche des Westerhüseners Peter-Ernst Schmidt zurück. Daneben wurde eine Informationstafel aufgestellt, die die Geschichte des Gräberfeldes erläutert und darauf hinweist, dass hinter jedem der im Namenbuch enthaltenen Namen ein Schicksal steht. Auf Antrag der Ratsfraktion Bündnis 90/Die Grünen beschloss der Magdeburger Stadtrat am 28. Februar 2013 das Totengedenkbuch auch auf den Internetseiten der Stadt online zugänglich zu machen. Der Beschluss wurde im März 2013 umgesetzt.
Die Gedenkstätte ist als Kriegsgräberstätte ausgeschildert.